# Kloekorre
Kloekorre (Spermophilopsis leptodactylus) är en gnagare i ekorrfamiljen som påminner om sislar i utseende. Oavsett dessa likheter tillhör arten släktgruppen Xerini. Djurets utbredningsområde sträcker sig över norra Iran, norra Afghanistan samt delar av Kazakstan, Uzbekistan, Turkmenistan och Tadzjikistan.
Kännetecknande är den styva pälsen som påminner om borstar eller taggar. Bara under vintern har den en mjuk päls som ger skydd mot kylan. Pälsen har en sandgul färg på ovansidan och är på buken vitaktig, bara svansens undersida är svart. Vid alla tår finns kraftig ungefär en centimeter långa klor. Kroppslängden ligger vid 25 centimeter och därtill kommer en cirka 8 centimeter lång svans.
Habitatet utgörs av torra ökenområden. De bildar grupper och skapar underjordiska bon. Spermophilopsis leptodactylus äter växtdelar och insekter. I utbredningsområdet finns särskild kalla vintrar men djuret håller inte vinterdvala. Vanligen stannar de vid extrema temperaturer i bon.
Parningen sker i februari eller mars och mellan april och maj föds 1 till 6 ungdjur.